# Marele Premiu al Belgiei
Marele Premiu al Belgiei este o cursă organizată anual în Stavelot, Belgia, care face parte din calendarul Formulei 1. Prima cursă națională din Belgia s-a desfășurat în 1925 în regiunea Spa, o zonă a țării care a fost asociată cu sporturile cu motor încă din primii ani de curse.
Încă de la început, Spa-Francorchamps a fost cunoscut pentru vremea sa imprevizibilă. Într-o perioadă din istoria sa, Marele Premiu al Belgiei a fost desfășurat în condiții de ploaie timp de douăzeci de ani la rând. De multe ori, piloții se confruntă cu o parte a circuitului în care este clar și senin, în timp ce în altă parte este ploios și alunecos.

## Istoric

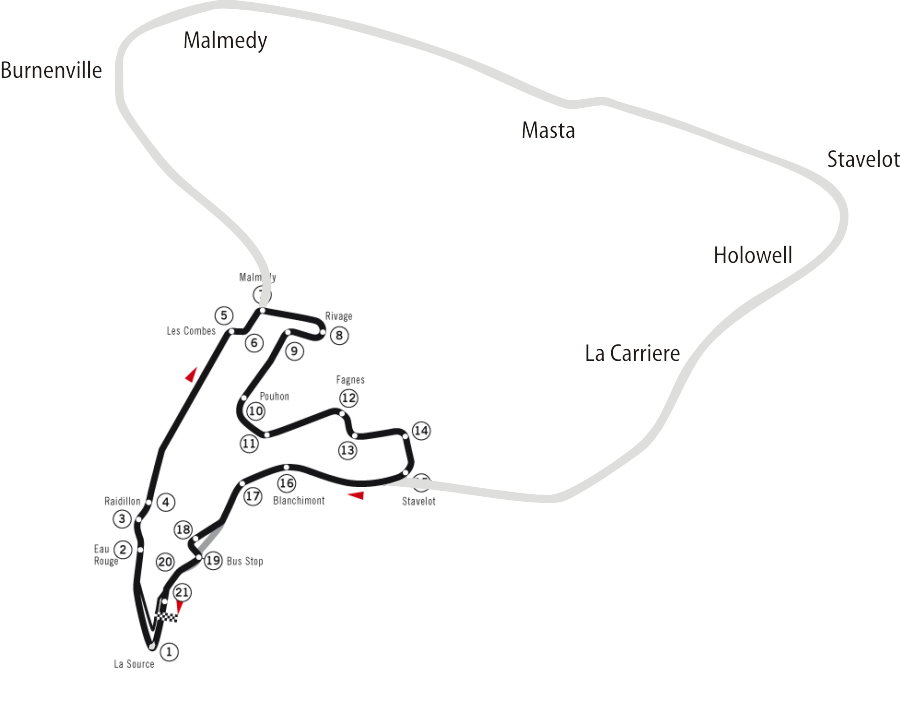
Vechiul circuit (folosit din 1921 până în 1978), comparat cu cel nou.

După succesul din 1923 a Cursei de 24 de ore de la Le Mans din Franța, o cursă similară, Cursa de 24 de ore de la Spa s-a născut. S-a folosit un circuit la Spa-Francorchamps care a constat din drumuri publice super rapide între cele trei orașe: Francorchamps, Malmedy și Stavelot. În 1925 a avut loc primul Mare Premiu al Belgiei la circuitul de 14,4 kilometri. În ciuda dimensiunilor mari, nu exista decât un singur colț strâns, iar viteza mare l-a făcut un circuit foarte periculos. Nu existau bariere în jurul pistei, iar piloții trebuiau să se întreacă prin sate mici cu garduri, stâlpi de telegraf, șanțuri și clădiri. Mulți piloți și-au pierdut viața pe circuitul periculos.
Circuitul a fost mult modificat de-a lungul anilor, inclusiv ocolirea șicanei Malmedy și următoarea reinstalare a acestuia în 1935, introducerea colțului Eau Rouge în 1939, ocolirea acului de păr Stavelot pentru a-l transforma într-o curbă rapidă înclinată, totul rezultând în scurtarea generală a circuitului.
După izbucnirea celui De-al Doilea Război Mondial, cursa a fost anulată până în 1946. Patru ani mai târziu, în 1950, a avut loc primul Campionat Mondial de Formula 1, cursa făcând parte din calendar chiar de la debut. În 1969, provocat de moartea a numeroși piloți de-a lungul anilor, Jackie Stewart a vizitat circuitul în numele Asociației Piloților, și astfel a cerut multe îmbunătățiri ale pistei. Proprietarii pistei nu au vrut să plătească pentru îmbunătățirile de siguranță, determinând retragerea de la eveniment a echipelor britanice, franceze și italiene, ceea ce a dus la anularea cursei în acel an. O ultimă cursă a avut loc acolo în 1970, dar Spa era încă prea rapid și prea periculos, iar în 1971, Marele Premiu al Belgiei a fost scos din calendarul Formulei 1. Belgienii au decis apoi să-și alterneze organizarea între un circuit de la Zolder din nordul Belgiei, și un circuit la Nivelles-Baulers, lângă Bruxelles. Prima cursă de la Nivelles a avut loc în 1972, iar Zolder a găzduit cursa din anul următor. În 1983, Marele Premiu al Belgiei a revenit la circuitul Spa-Francorchamps, reconstruit drastic, revizuit și scurtat. Aproximativ două treimi din circuit au folosit aspectul inițial, iar legendarul colț Eau Rouge a rămas intact. Doar noua șicană chiar înainte de linia de sosire a atras critici. Zolder a găzduit Marele Premiu pentru ultima oară în 1984, înainte ca eventul să revină la Spa-Francorchamps În 1985, unde a rămas încă de atunci. Spa-Francorchamps a fost scurtat la 4,3 km, iar părțile care au trecut prin orașele din trecut și altele obstrucții au fost eliminate.

## Edițiile Marelui Premiu al Belgiei (Formula 1)
| An   | Pole position        | Cel mai rapid tur                    | Pilotul câștigător | Constructorul câștigător   | Circuit           | Raport       |
| ---- | -------------------- | ------------------------------------ | ------------------ | -------------------------- | ----------------- | ------------ |
| 2024 | Charles Leclerc      | Sergio Pérez                         | Lewis Hamilton     | Mercedes                   | Spa-Francorchamps | Raport       |
| 2023 | Charles Leclerc      | Lewis Hamilton                       | Max Verstappen     | Red Bull Racing-Honda RBPT | Spa-Francorchamps | Raport       |
| 2022 | Carlos Sainz Jr.     | Max Verstappen                       | Max Verstappen     | Red Bull Racing-RBPT       | Spa-Francorchamps | Raport       |
| 2021 | Max Verstappen       | Niciunul înregistrat                 | Max Verstappen     | Red Bull Racing-Honda      | Spa-Francorchamps | Raport       |
| 2020 | Lewis Hamilton       | Daniel Ricciardo                     | Lewis Hamilton     | Mercedes                   | Spa-Francorchamps | Raport       |
| 2019 | Charles Leclerc      | Sebastian Vettel                     | Charles Leclerc    | Ferrari                    | Spa-Francorchamps | Raport       |
| 2018 | Lewis Hamilton       | Valtteri Bottas                      | Sebastian Vettel   | Ferrari                    | Spa-Francorchamps | Raport       |
| 2017 | Lewis Hamilton       | Sebastian Vettel                     | Lewis Hamilton     | Mercedes                   | Spa-Francorchamps | Raport       |
| 2016 | Nico Rosberg         | Lewis Hamilton                       | Nico Rosberg       | Mercedes                   | Spa-Francorchamps | Raport       |
| 2015 | Lewis Hamilton       | Nico Rosberg                         | Lewis Hamilton     | Mercedes                   | Spa-Francorchamps | Raport       |
| 2014 | Nico Rosberg         | Nico Rosberg                         | Daniel Ricciardo   | Red Bull-Renault           | Spa-Francorchamps | Raport       |
| 2013 | Lewis Hamilton       | Sebastian Vettel                     | Sebastian Vettel   | Red Bull-Renault           | Spa-Francorchamps | Raport       |
| 2012 | Jenson Button        | Bruno Senna                          | Jenson Button      | McLaren-Mercedes           | Spa-Francorchamps | Raport       |
| 2011 | Sebastian Vettel     | Mark Webber                          | Sebastian Vettel   | Red Bull-Renault           | Spa-Francorchamps | Raport       |
| 2010 | Mark Webber          | Lewis Hamilton                       | Lewis Hamilton     | McLaren-Mercedes           | Spa-Francorchamps | Raport       |
| 2009 | Giancarlo Fisichella | Sebastian Vettel                     | Kimi Räikkönen     | Ferrari                    | Spa-Francorchamps | Raport       |
| 2008 | Lewis Hamilton       | Kimi Räikkönen                       | Felipe Massa       | Ferrari                    | Spa-Francorchamps | Raport       |
| 2007 | Kimi Räikkönen       | Felipe Massa                         | Kimi Räikkönen     | Ferrari                    | Spa-Francorchamps | Raport       |
| 2006 | Nedesfășurat         | Nedesfășurat                         | Nedesfășurat       | Nedesfășurat               | Nedesfășurat      | Nedesfășurat |
| 2005 | Juan Pablo Montoya   | Ralf Schumacher                      | Kimi Räikkönen     | McLaren-Mercedes           | Spa-Francorchamps | Raport       |
| 2004 | Jarno Trulli         | Kimi Räikkönen                       | Kimi Räikkönen     | McLaren-Mercedes           | Spa-Francorchamps | Raport       |
| 2003 | Nedesfășurat         | Nedesfășurat                         | Nedesfășurat       | Nedesfășurat               | Nedesfășurat      | Nedesfășurat |
| 2002 | Michael Schumacher   | Michael Schumacher                   | Michael Schumacher | Ferrari                    | Spa-Francorchamps | Raport       |
| 2001 | Juan Pablo Montoya   | Michael Schumacher                   | Michael Schumacher | Ferrari                    | Spa-Francorchamps | Raport       |
| 2000 | Mika Häkkinen        | Rubens Barrichello                   | Mika Häkkinen      | McLaren-Mercedes           | Spa-Francorchamps | Raport       |
| 1999 | Mika Häkkinen        | Mika Häkkinen                        | David Coulthard    | McLaren-Mercedes           | Spa-Francorchamps | Raport       |
| 1998 | Mika Häkkinen        | Michael Schumacher                   | Damon Hill         | Jordan-Mugen-Honda         | Spa-Francorchamps | Raport       |
| 1997 | Jacques Villeneuve   | Jacques Villeneuve                   | Michael Schumacher | Ferrari                    | Spa-Francorchamps | Raport       |
| 1996 | Jacques Villeneuve   | Gerhard Berger                       | Michael Schumacher | Ferrari                    | Spa-Francorchamps | Raport       |
| 1995 | Gerhard Berger       | David Coulthard                      | Michael Schumacher | Benetton-Renault           | Spa-Francorchamps | Raport       |
| 1994 | Rubens Barrichello   | Damon Hill                           | Damon Hill         | Williams-Renault           | Spa-Francorchamps | Raport       |
| 1993 | Alain Prost          | Alain Prost                          | Damon Hill         | Williams-Renault           | Spa-Francorchamps | Raport       |
| 1992 | Nigel Mansell        | Michael Schumacher                   | Michael Schumacher | Benetton-Ford              | Spa-Francorchamps | Raport       |
| 1991 | Ayrton Senna         | Roberto Moreno                       | Ayrton Senna       | McLaren-Honda              | Spa-Francorchamps | Raport       |
| 1990 | Ayrton Senna         | Alain Prost                          | Ayrton Senna       | McLaren-Honda              | Spa-Francorchamps | Raport       |
| 1989 | Ayrton Senna         | Alain Prost                          | Ayrton Senna       | McLaren-Honda              | Spa-Francorchamps | Raport       |
| 1988 | Ayrton Senna         | Gerhard Berger                       | Ayrton Senna       | McLaren-Honda              | Spa-Francorchamps | Raport       |
| 1987 | Nigel Mansell        | Alain Prost                          | Alain Prost        | McLaren-TAG                | Spa-Francorchamps | Raport       |
| 1986 | Nelson Piquet        | Alain Prost                          | Nigel Mansell      | Williams-Honda             | Spa-Francorchamps | Raport       |
| 1985 | Alain Prost          | Alain Prost                          | Ayrton Senna       | Lotus-Renault              | Spa-Francorchamps | Raport       |
| 1984 | Michele Alboreto     | René Arnoux                          | Michele Alboreto   | Ferrari                    | Zolder            | Raport       |
| 1983 | Alain Prost          | Andrea de Cesaris                    | Alain Prost        | Renault                    | Spa-Francorchamps | Raport       |
| 1982 | Alain Prost          | Alain Prost                          | John Watson        | McLaren-Ford               | Zolder            | Raport       |
| 1981 | Carlos Reutemann     | Carlos Reutemann                     | Carlos Reutemann   | Williams-Ford              | Zolder            | Raport       |
| 1980 | Alan Jones           | Jacques Laffite                      | Didier Pironi      | Ligier-Ford                | Zolder            | Raport       |
| 1979 | Jacques Laffite      | Gilles Villeneuve                    | Jody Scheckter     | Ferrari                    | Zolder            | Raport       |
| 1978 | Mario Andretti       | Ronnie Peterson                      | Mario Andretti     | Lotus-Ford                 | Zolder            | Raport       |
| 1977 | Mario Andretti       | Gunnar Nilsson                       | Gunnar Nilsson     | Lotus-Ford                 | Zolder            | Raport       |
| 1976 | Niki Lauda           | Niki Lauda                           | Niki Lauda         | Ferrari                    | Zolder            | Raport       |
| 1975 | Niki Lauda           | Clay Regazzoni                       | Niki Lauda         | Ferrari                    | Zolder            | Raport       |
| 1974 | Clay Regazzoni       | Denny Hulme                          | Emerson Fittipaldi | McLaren-Ford               | Nivelles          | Raport       |
| 1973 | Ronnie Peterson      | François Cevert                      | Jackie Stewart     | Tyrrell-Ford               | Zolder            | Raport       |
| 1972 | Emerson Fittipaldi   | Chris Amon                           | Emerson Fittipaldi | Lotus-Ford                 | Nivelles          | Raport       |
| 1971 | Nedesfășurat         | Nedesfășurat                         | Nedesfășurat       | Nedesfășurat               | Nedesfășurat      | Nedesfășurat |
| 1970 | Jackie Stewart       | Chris Amon                           | Pedro Rodríguez    | BRM                        | Spa-Francorchamps | Raport       |
| 1969 | Nedesfășurat         | Nedesfășurat                         | Nedesfășurat       | Nedesfășurat               | Nedesfășurat      | Nedesfășurat |
| 1968 | Chris Amon           | John Surtees                         | Bruce McLaren      | McLaren-Ford               | Spa-Francorchamps | Raport       |
| 1967 | Jim Clark            | Dan Gurney                           | Dan Gurney         | Eagle-Weslake              | Spa-Francorchamps | Raport       |
| 1966 | John Surtees         | John Surtees                         | John Surtees       | Ferrari                    | Spa-Francorchamps | Raport       |
| 1965 | Graham Hill          | Jim Clark                            | Jim Clark          | Lotus-Climax               | Spa-Francorchamps | Raport       |
| 1964 | Dan Gurney           | Dan Gurney                           | Jim Clark          | Lotus-Climax               | Spa-Francorchamps | Raport       |
| 1963 | Graham Hill          | Jim Clark                            | Jim Clark          | Lotus-Climax               | Spa-Francorchamps | Raport       |
| 1962 | Graham Hill          | Jim Clark                            | Jim Clark          | Lotus-Climax               | Spa-Francorchamps | Raport       |
| 1961 | Phil Hill            | Richie Ginther                       | Phil Hill          | Ferrari                    | Spa-Francorchamps | Raport       |
| 1960 | Jack Brabham         | Jack Brabham Innes Ireland Phil Hill | Jack Brabham       | Cooper-Climax              | Spa-Francorchamps | Raport       |
| 1959 | Nedesfășurat         | Nedesfășurat                         | Nedesfășurat       | Nedesfășurat               | Nedesfășurat      | Nedesfășurat |
| 1958 | Mike Hawthorn        | Mike Hawthorn                        | Tony Brooks        | Vanwall                    | Spa-Francorchamps | Raport       |
| 1957 | Nedesfășurat         | Nedesfășurat                         | Nedesfășurat       | Nedesfășurat               | Nedesfășurat      | Nedesfășurat |
| 1956 | Juan Manuel Fangio   | Stirling Moss                        | Peter Collins      | Ferrari                    | Spa-Francorchamps | Raport       |
| 1955 | Eugenio Castellotti  | Juan Manuel Fangio                   | Juan Manuel Fangio | Mercedes                   | Spa-Francorchamps | Raport       |
| 1954 | Juan Manuel Fangio   | Juan Manuel Fangio                   | Juan Manuel Fangio | Maserati                   | Spa-Francorchamps | Raport       |
| 1953 | Juan Manuel Fangio   | José Froilán González                | Alberto Ascari     | Ferrari                    | Spa-Francorchamps | Raport       |
| 1952 | Alberto Ascari       | Alberto Ascari                       | Alberto Ascari     | Ferrari                    | Spa-Francorchamps | Raport       |
| 1951 | Juan Manuel Fangio   | Juan Manuel Fangio                   | Giuseppe Farina    | Alfa Romeo                 | Spa-Francorchamps | Raport       |
| 1950 | Giuseppe Farina      | Giuseppe Farina                      | Juan Manuel Fangio | Alfa Romeo                 | Spa-Francorchamps | Raport       |
| An   | Pole position        | Cel mai rapid tur                    | Pilotul câștigător | Constructorul câștigător   | Circuit           | Raport       |

### Statistici
Șapte piloți au obținut cel puțin câte un hat-trick (pole position, cel mai rapid tur și victorie într-o cursă): Alberto Ascari în 1952, Juan Manuel Fangio în 1954, Jack Brabham în 1960, John Surtees în 1966, Niki Lauda în 1976, Carlos Reutemann în 1981 și Michael Schumacher în 2002.
Piloții și echipele îngroșate concurează în sezonul actual de Formula 1.

#### Multipli câștigători
| Victorii | Pilot              | Ani                                |
| -------- | ------------------ | ---------------------------------- |
| 6        | Michael Schumacher | 1992, 1995, 1996, 1997, 2001, 2002 |
| 5        | Ayrton Senna       | 1985, 1988, 1989, 1990, 1991       |
| 4        | Jim Clark          | 1962, 1963, 1964, 1965             |
| 4        | Kimi Räikkönen     | 2004, 2005, 2007, 2009             |
| 4        | Lewis Hamilton     | 2010, 2015, 2017, 2020             |
| 3        | Juan Manuel Fangio | 1950, 1954, 1955                   |
| 3        | Damon Hill         | 1993, 1994, 1998                   |
| 3        | Sebastian Vettel   | 2011, 2013, 2018                   |
| 3        | Max Verstappen     | 2021, 2022, 2023                   |
| 2        | Alberto Ascari     | 1952, 1953                         |
| 2        | Emerson Fittipaldi | 1972, 1974                         |
| 2        | Niki Lauda         | 1975, 1976                         |
| 2        | Alain Prost        | 1983, 1987                         |

| Victorii | Constructor | Ani |
| -------- | ----------- | --- |
| 18       | Ferrari     | 1952, 1953, 1956, 1961, 1966, 1975, 1976, 1979, 1984, 1996, 1997, 2001, 2002, 2007, 2008, 2009, 2018, 2019 |
| 14       | McLaren     | 1968, 1974, 1982, 1987, 1988, 1989, 1990, 1991, 1999, 2000, 2004, 2005, 2010, 2012                         |
| 8        | Lotus       | 1962, 1963, 1964, 1965, 1972, 1977, 1978, 1985                                                             |
| 6        | Red Bull    | 2011, 2013, 2014, 2021, 2022, 2023                                                                         |
| 5        | Mercedes    | 1955, 2015, 2016, 2017, 2020                                                                               |
| 4        | Williams    | 1981, 1986, 1993, 1994                                                                                     |
| 2        | Alfa Romeo  | 1950, 1951                                                                                                 |
| 2        | Benetton    | 1992, 1995                                                                                                 |

#### Multipli deținători depole position
| Pole-uri | Pilot              | Ani                                |
| -------- | ------------------ | ---------------------------------- |
| 6        | Lewis Hamilton     | 2008, 2013, 2015, 2017, 2018, 2020 |
| 4        | Juan Manuel Fangio | 1951, 1953, 1954, 1956             |
| 4        | Alain Prost        | 1982, 1983, 1985, 1993             |
| 4        | Ayrton Senna       | 1988, 1989, 1990, 1991             |
| 3        | Graham Hill        | 1962, 1963, 1965                   |
| 3        | Mika Häkkinen      | 1998, 1999, 2000                   |
| 2        | Niki Lauda         | 1975, 1976                         |
| 2        | Mario Andretti     | 1977, 1978                         |
| 2        | Nigel Mansell      | 1987, 1992                         |
| 2        | Jacques Villeneuve | 1996, 1997                         |
| 2        | Juan Pablo Montoya | 2001, 2005                         |
| 2        | Nico Rosberg       | 2014, 2016                         |
| 2        | Charles Leclerc    | 2019, 2023                         |

#### Multipli deținători de cel mai rapid tur
| CMRT | Pilot              | Ani                                      |
| ---- | ------------------ | ---------------------------------------- |
| 7    | Alain Prost        | 1982, 1985, 1986, 1987, 1989, 1990, 1993 |
| 4    | Michael Schumacher | 1992, 1998, 2001, 2002                   |
| 4    | Sebastian Vettel   | 2009, 2013, 2017, 2019                   |
| 3    | Juan Manuel Fangio | 1951, 1954, 1955                         |
| 3    | Jim Clark          | 1962, 1963, 1965                         |
| 2    | Dan Gurney         | 1964, 1967                               |
| 2    | John Surtees       | 1966, 1968                               |
| 2    | Chris Amon         | 1970, 1972                               |
| 2    | Gerhard Berger     | 1988, 1996                               |
| 2    | Kimi Räikkönen     | 2004, 2008                               |
| 2    | Nico Rosberg       | 2014, 2015                               |
| 2    | Lewis Hamilton     | 2010, 2016                               |

## Câștigătorii Marelui Premiu al Belgiei (Non-Formula 1)
Câștigătorii edițiilor care nu au făcut parte din Campionatul Mondial de Formula 1.
| An          | Pilot                                   | Constructor  | Locație           |              |
| ----------- | --------------------------------------- | ------------ | ----------------- | ------------ |
| 1949        | Louis Rosier                            | Talbot       | Spa-Francorchamps |              |
| 1948        | Nedesfășurat                            | Nedesfășurat | Nedesfășurat      | Nedesfășurat |
| 1947        | Jean-Pierre Wimille                     | Alfa Romeo   | Spa-Francorchamps |              |
| 1946        | Eugène Chaboud                          | Delage       | Bois de la Cambre |              |
| 1945 – 1940 | Nedesfășurat                            | Nedesfășurat | Nedesfășurat      | Nedesfășurat |
| 1939        | Hermann Lang                            | Mercedes     | Spa-Francorchamps |              |
| 1938        | Nedesfășurat                            | Nedesfășurat | Nedesfășurat      | Nedesfășurat |
| 1937        | Rudolf Hasse                            | Auto Union   | Spa-Francorchamps |              |
| 1936        | Nedesfășurat                            | Nedesfășurat | Nedesfășurat      | Nedesfășurat |
| 1935        | Rudolf Caracciola                       | Mercedes     | Spa-Francorchamps |              |
| 1934        | René Dreyfus                            | Bugatti      | Spa-Francorchamps |              |
| 1933        | Tazio Nuvollari                         | Maserati     | Spa-Francorchamps |              |
| 1932        | Nedesfășurat                            | Nedesfășurat | Nedesfășurat      | Nedesfășurat |
| 1931        | William Grover-Williams Caberto Conelli | Bugatti      | Spa-Francorchamps |              |
| 1930        | Louis Chiron                            | Bugatti      | Spa-Francorchamps |              |
| 1929 – 1926 | Nedesfășurat                            | Nedesfășurat | Nedesfășurat      | Nedesfășurat |
| 1925        | Antonio Ascari                          | Alfa Romeo   | Spa-Francorchamps |              |